# Out of Exile
Out of Exile je druhé studiové album americké alternativě-rockové skupiny Audioslave. Album vyšlo v roce 2005.

## Seznam skladeb
| Pořadí         | Název                 | Délka |
| -------------- | --------------------- | ----- |
| 1.             | Your Time Has Come    | 4:15  |
| 2.             | Out of Exile          | 4:51  |
| 3.             | Be Yourself           | 4:39  |
| 4.             | Doesn't Remind Me     | 4:15  |
| 5.             | Drown Me Slowly       | 3:53  |
| 6.             | Heaven's Dead         | 4:36  |
| 7.             | The Worm              | 3:57  |
| 8.             | Man or Animal         | 3:53  |
| 9.             | Yesterday to Tomorrow | 4:33  |
| 10.            | Dandelion             | 4:38  |
| 11.            | #1 Zero               | 4:59  |
| 12.            | The Curse             | 5:09  |
| Celková délka: | Celková délka:        | 53:38 |

## Sestava
- Chris Cornell – zpěv
- Tom Morello – kytara
- Tim Commerford – basová kytara, doprovodný zpěv
- Brad Wilk – bicí